# Canton d'Argueil
Le canton d'Argueil est une ancienne division administrative française située dans le département de la Seine-Maritime et la région Haute-Normandie.

## Géographie
Ce canton était organisé autour d'Argueil, dans l'arrondissement de Dieppe. Son altitude variait de 53 m (Croisy-sur-Andelle) à 231 m (Beauvoir-en-Lyons), pour une altitude moyenne de 160 m.

## Histoire
- De 1833 à 1848, les cantons d'Argueil et de Gournay avaient le même conseiller général. Le nombre de conseillers généraux était limité à 30 par département.
- 1er janvier 1975 : Argueil absorbe Fry et prend le nom d'Argueil-Fry. Le canton devient le canton d'Argueil-Fry.
- 1er janvier 1980 : Fry est créée à partir d'Argueil-Fry, qui reprend le nom d'Argueil. Le canton d'Argueil-Fry reprend son ancien nom.

## Représentation

### Conseillers généraux de 1833 à 2015
| Période | Période          | Identité                                          | Étiquette            | Qualité                                                                                     |
| ------- | ---------------- | ------------------------------------------------- | -------------------- | ------------------------------------------------------------------------------------------- |
| 1833    | 1840 (décès)     | Vicomte Charles Certain de Bellozanne (1795-1840) |                      | Maire de Brémontier-Merval                                                                  |
| 1840    | 1848             | Jacques André Joseph Binet                        |                      | Propriétaire à Dampierre, maire de Brémontier Élu en 1848 dans le canton de Gournay-en-Bray |
| 1848    | 1855             | Jean Guesdon du Lesmont                           |                      | Propriétaire, maire de Nolléval, conseiller d'arrondissement                                |
| 1855    | 1856 (démission) | Antoine-Georges Blanche                           |                      | Procureur général à Riom puis Avocat général à la Cour de cassation                         |
| 1856    | 1871             | Louis Eugène Léonce Pajol Vicomte Pajol           | Bonapartiste         | Général de brigade Aide de camp de l'empereur Napoléon III                                  |
| 1871    | 1875 (décès)     | Ephrem Guesdon du Lesmont                         |                      | Propriétaire, maire de Nolléval                                                             |
| 1876    | 1887 (décès)     | Pierre Pascal Eugène Manchon                      | SE                   | Avocat à La Feuillie                                                                        |
| 1887    | 1907             | Marquis Robert de Pomereu                         | Droite               | Propriétaire, maire du Héron Député (1898-1919)                                             |
| 1907    | 1919             | Jean Béal                                         | Rad.                 | Médecin, maire d'Argueil, conseiller d'arrondissement                                       |
| 1919    | 1940             | Léonce Aubert (1886-1951)                         | RG                   | Agriculteur, maire de La Feuillie Nommé membre du Conseil départemental en 1943             |
|         |                  |                                                   |                      |                                                                                             |
| 1945    | 1951 (décès)     | Léonce Aubert                                     | DVD                  | Propriétaire-exploitant, La Feuillie                                                        |
| 1951    | 1958             | Raymond Mouchard                                  | Rad.                 | Maire de Morville-sur-Andelle                                                               |
| 1958    | 1964             | Jacques Patin                                     | SE (proche de l'UNR) | Médecin Maire de La Feuillie                                                                |
| 1964    | 1998 (décès)     | Henri Binet                                       | RI puis UDF          | Agriculteur, maire de Sigy-en-Bray                                                          |
| 1998    | 2008             | Michel Cordonnier                                 | DVD                  | Médecin, maire d'Argueil (1975-2012)                                                        |
| 2008    | 2015             | Daniel Buquet                                     | DVG                  | Fondeur, maire de Croisy-sur-Andelle (2001-2020)                                            |

### Conseillers d'arrondissement (de 1833 à 1940)
Le canton d'Argueil appartenait à l'arrondissement de Neufchâtel jusqu'à sa disparition en 1926.
| Période                                  | Période | Identité                           | Étiquette                | Qualité |
| ---------------------------------------- | ------- | ---------------------------------- | ------------------------ | --- |
| 1833                                     | 1848    | Jean Guesdon-Dulesmont (du Lémont) |                          | Maire de Nolléval                                                                                           |
| 1848                                     | 1852    | M. Esmelin                         |                          | Médecin, propriétaire à La Feuillie                                                                         |
| 1852                                     | 1858    | Pierre Parmentier                  | Bonapartiste             | Maire d'Argueil                                                                                             |
| 1858                                     | 1870    | Antoine-Auguste Louette            |                          | Juge de paix à Argueil                                                                                      |
| 1870                                     | 1898    | Gilbert de Caqueray                | Monarchiste              | Propriétaire à Fry                                                                                          |
| 1898                                     | 1907    | Jean Béal                          | Républicain              | Médecin, maire d'Argueil                                                                                    |
| Octobre 1907                             | 1919    | M. Boisseau                        | Républicain progressiste | Conseiller municipal de La Feuillie                                                                         |
| 1919                                     | 1934    | Gaston Parmentier                  | Rad.                     | Maire de Morville                                                                                           |
| 1934                                     | 1940    | Georges Gastellier                 | Union nationale AD       | Huissier, greffier de paix, conseiller municipal d'Argueil                                                  |
| 1940                                     |         |                                    |                          | Les conseils d'arrondissement ont été suspendus par la loi du 12 octobre 1940 et n'ont jamais été réactivés |
| Les données manquantes sont à compléter. |         |                                    |                          | |

## Composition
Le canton d'Argueil regroupait 15 communes et comptait 6 025 habitants (recensement de 2014 sans doubles comptes).
| Communes               | Population (2012) | Code postal | Code Insee |
| ---------------------- | ----------------- | ----------- | ---------- |
| Argueil                | 333               | 76780       | 76025      |
| Beauvoir-en-Lyons      | 633               | 76220       | 76067      |
| La Chapelle-Saint-Ouen | 116               | 76780       | 76171      |
| Croisy-sur-Andelle     | 566               | 76780       | 76201      |
| La Feuillie            | 1 310             | 76220       | 76263      |
| Fry                    | 167               | 76780       | 76292      |
| La Hallotière          | 219               | 76780       | 76338      |
| La Haye                | 359               | 76780       | 76352      |
| Hodeng-Hodenger        | 280               | 76780       | 76364      |
| Mésangueville          | 174               | 76780       | 76426      |
| Le Mesnil-Lieubray     | 102               | 76780       | 76431      |
| Morville-sur-Andelle   | 323               | 76780       | 76455      |
| Nolléval               | 445               | 76780       | 76469      |
| Saint-Lucien           | 244               | 76780       | 76601      |
| Sigy-en-Bray           | 754               | 76780       | 76676      |

## Démographie
| 1962  | 1968  | 1975  | 1982  | 1990  | 1999  | 2006  | 2008  |
| ----- | ----- | ----- | ----- | ----- | ----- | ----- | ----- |
| 4 255 | 4 643 | 4 390 | 4 342 | 4 355 | 4 570 | 4 945 | 5 157 |

| 2009  | 2011  | 2012  | 2013  | 2014  | - | - | - |
| ----- | ----- | ----- | ----- | ----- | - | - | - |
| 5 305 | 5 504 | 5 568 | 5 924 | 6 025 | - | - | - |